# Otevřená množina
Otevřená množina je matematická vlastnost množin, která je zobecněním otevřeného intervalu reálných čísel. Množina M topologického prostoru anebo metrického prostoru se nazývá otevřená, pokud s každým bodem x, který do ní patří, patří do této množiny i nějaké jeho okolí. Znamená to, že obsahuje s každým bodem i body, které jsou dostatečně blízko.

## Definice

### Na reálných číslech
Množina reálných čísel {\displaystyle A\subseteq \mathbb {R} } se nazývá otevřená, pokud pro každý její prvek {\displaystyle x\in A} existuje {\displaystyle \epsilon >0} takové, že v {\displaystyle A} leží i všechna čísla {\displaystyle y} vzdálená od {\displaystyle x} méně než
{\displaystyle \epsilon } – jinými slovy:
Pro každé {\displaystyle y\in \mathbb {R} } takové, že {\displaystyle |x-y|<\epsilon } platí {\displaystyle y\in A}.
Příklad 1: Interval {\displaystyle (10,20)} je otevřená množina. Pro číslo 10,01 si můžeme za {\displaystyle \epsilon } zvolit {\displaystyle {\frac {1}{100}}}. (Proto se takovému intervalu říká otevřený interval.)
Příklad 2: Polouzavřený interval {\displaystyle \langle 10,20)} není otevřená množina, protože pro {\displaystyle x=10} neexistuje žádné vhodné {\displaystyle \epsilon }.

### V metrických prostorech
Pojem „otevřená množina“ lze zobecnit na libovolný metrický prostor, například na trojrozměrný Euklidovský prostor. Definice pro metrické prostory zní takto:
Podmnožina {\displaystyle A} množiny {\displaystyle X} je otevřená, pokud pro každý její bod {\displaystyle x} existuje koule se středem v {\displaystyle x}, která celá leží v {\displaystyle A}. Tedy pro každý bod {\displaystyle x\in A} existuje {\displaystyle \epsilon >0} takové, že každé {\displaystyle y\in X,\,d(x,y)<\epsilon } leží v {\displaystyle A}.
Reálná čísla jsou metrickým prostorem a obě výše uvedené definice na nich splývají (jsou ekvivalentní).

### V topologii
Pojem topologický prostor vznikl proto, aby mnoho pojmů z reálných čísel a z metrických prostorů (například konvergentní posloupnost nebo spojité zobrazení) bylo možno zobecnit na ještě širší třídu množin, na kterých nemá smysl definovat metriku. Každý metrický prostor je topologickým prostorem a množina je na něm otevřená v topologickém smyslu, právě když je otevřená v metrickém smyslu.
V topologickém prostoru je ovšem "otevřená množina" základním pojmem – topologický prostor je přímo definován souborem otevřených podmnožin. Topologickým prostorem nazýváme každou dvojici {\displaystyle (A,\tau )}, kde {\displaystyle \tau } je systém podmnožin {\displaystyle A} a splňuje jisté axiomy (sjednocení libovolného počtu a průnik konečného počtu množin z {\displaystyle \tau } leží v {\displaystyle \tau }, navíc prázdná množina a X leží v {\displaystyle \tau }). Množiny z {\displaystyle \tau } pak nazýváme otevřenými množinami.
Bod {\displaystyle X} se nazývá vnitřním bodem množiny {\displaystyle M}, jestliže {\displaystyle X\in M} a existuje nějaké okolí {\displaystyle O(X)} bodu {\displaystyle X} ležící celé v množině {\displaystyle M}, tj. {\displaystyle O(X)\subseteq M}. Množina všech vnitřních bodů množiny {\displaystyle M} se nazývá vnitřek množiny {\displaystyle M} a označuje {\displaystyle M^{o}}. Je-li množina {\displaystyle M} totožná se svým vnitřkem, tj. je-li každý bod množiny {\displaystyle M} vnitřní, pak je {\displaystyle M} množina otevřená.

## Vlastnosti otevřených množin
Sjednocení libovolného počtu otevřených množin je otevřené.
Průnik konečného počtu otevřených množin je otevřený.
Prázdná množina a celý topologický prostor X jsou otevřené.
Otevřená množina není opak uzavřené. Existují totiž množiny, které jsou zároveň uzavřené i otevřené, nebo množiny, které nejsou ani uzavřené, ani otevřené.

## Použití otevřených množin
Otevřené množiny se používají k definici obecnějších pojmů, k definicím limit posloupností, spojitosti, kompaktnosti, souvislosti apod. Spojité zobrazení je například definováno vlastností, že vzory otevřených množin jsou otevřené.
Pro každou množinu topologického prostoru existuje její největší otevřená podmnožina, která se nazývá vnitřek.